# 토큰 전달
토큰 전달, 토큰 패싱(Token passing), 토큰 통과는 근거리 통신망에서 토큰이라는 패킷이 노드 간에 전달되어 해당 노드에 통신 권한을 부여하는 채널 액세스 방법이다. 폴링 액세스 방법과 달리 사전 정의된 "마스터" 노드가 없다. 가장 잘 알려진 예로는 IBM 토큰링과 ARCNET이 있지만, 1990년대 초중반에 유행했던 FDDI(파이버 분산형 데이터 인터페이스)를 포함하여 다양한 것들이 있었다.
토큰 전달 방식은 로드 시 결정론적으로 성능이 저하되는데, 이것이 MAP(Manufacturing Automation Protocol)와 같은 산업용 제어 LAN에 널리 사용되는 주요 이유이다. 경쟁 기반 채널 액세스(예: 초기 이더넷의 CSMA/CD)에 비해 장점은 충돌이 제거되고 수요가 많을 때 유휴 시간 없이 채널 대역폭을 완전히 활용할 수 있다는 것이다. 단점은 수요가 적은 경우에도 전송을 원하는 스테이션이 토큰을 기다려야 하므로 레이턴시가 길어진다는 것이다.
일부 유형의 토큰 전달 방식은 "토큰 전달" 프로세스가 암시적이므로 시스템 간에 토큰을 명시적으로 보낼 필요가 없다. 기존 가정 회선(전력선, 전화선 및 동축 케이블)을 사용하는 고속 근거리 네트워킹을 위한 ITU-T G.hn 표준의 "Contention Free Time Slots" 동안 사용되는 채널 액세스 방법을 예로 들 수 있다.

## 같이 보기
- 링 네트워크